# Кома (народ)
Кома (англ. koma) — адамава-убангийский народ, населяющий горную территорию Алантики — в восточной части Нигерии (районы Ганье и Фуфоре штата Адамава) и в приграничных с Нигерией северных районах Камеруна (департамент Фаро Северного региона). Этническая территория кома соседствует с областями расселения близкородственных адамава-убангийских народов чамба, вере и дояйо.
По оценкам, опубликованным на сайте организации Joshua Project, численность народа кома составляет около 65 800 человек, в том числе в Нигерии — 58 000 человек и в Камеруне — 7800 человек.
Этническая общность кома состоит из нескольких групп, каждая из которых говорит на собственном диалекте (или языке) — вомнем, дамтем, ярем, лим, гбангрем, байдем и других. Все эти группы объединены общим названием «кома», которое дали им представители народа фульбе.
Народ кома говорит на языке кома адамава-убангийской семьи нигеро-конголезской макросемьи. Кома распадается на многочисленные диалекты: бангру (кома), гомме, гомноме, кома дамти, леелу, лиу, ндера, ядерный кома ндера, йеру, зану и другие. Р. Бленч делит диалекты кома на три группы, которые могут рассматриваться как самостоятельные языки — гомме (или кома дамти, дамти, кома кампана, панбе), гомноме (или кома бейя, гимбе, кома кадам, лааме, мбейя, йоутубо), ндера (или кома вомни, дообе, дооме, вомни). Также три диалектные группы выделяются У. Кляйневиллингхёфером — вомнем (кома вомни), дамтем (кома дамти) и кластер геунем. Язык кома известен также под названиями «кума» и «кома ндера». В классификациях языков адамава, представленных в справочнике языков мира Ethnologue и в «Большой российской энциклопедии», язык кома вместе с наиболее близким ему языком мом джанго, а также вместе с языками гимме и гимниме входит в объединение вере-гимме кластера вере-дояйо подгруппы воко-дояйо группы дуру ветви леко-нимбари. Письменность основана на базе латинского алфавита. Численность говорящих на языке кома, согласно данным, опубликованным в справочнике Ethnologue, составляет около 35 тыс. человек (1989), из них в Нигерии — 32 тыс. человек, в Камеруне — 3 тыс. человек. Помимо родного языка часть представителей народа кома также владеет языками хауса, и ком.
Бо́льшая часть представителей народа кома придерживается традиционных верований, относительно небольшая группа кома исповедует христианство.
По данным сайта организации Joshua Project приверженцы традиционных верований в Нигерии составляют 70 % верующих вере, христиане — 30 %; в Камеруне среди верующих преобладают христиане — 70 %, приверженцы традиционных верований составляют 3о % верующих.